# Ligularia franchetiana
Ligularia franchetiana là một loài thực vật có hoa trong họ Cúc. Loài này được (H.Lév.) Hand.-Mazz. mô tả khoa học đầu tiên năm 1936.